# Chickalana
Chikalana fou una thikana tributària, feudatària de Gwalior governada per una dinastia rajput sisòdia del clan Chandrawat.

## Llista de thakurs
- Thakur Girvar Singhji.
- Thakur Raghunath Singhji
- Thakur Fatteh Singhji